# Urvind
Urvind (węg. Örvénd) – wieś w Rumunii, w okręgu Bihor, w gminie Lugașu de Jos. W 2011 roku liczyła 1053 mieszkańców.